# Australian Indoor Championships 1984
L'Australian Indoor Championships 1984 è stato un torneo di tennis giocato cemento indoor del Sydney Entertainment Centre di Sydney in Australia. Il torneo fa parte del Volvo Grand Prix 1984. Si è giocato dall'8 al 15 ottobre 1984.

## Campioni

### Singolare maschile
Anders Järryd ha battuto in finale  Ivan Lendl con il punteggio di 6–3, 6–2, 6–4

### Doppio maschile
Anders Järryd /  Hans Simonsson hanno battuto in finale  Mark Edmondson /  Sherwood Stewart con il punteggio di 6–4, 6–4